# 庫爾斯卡亞區

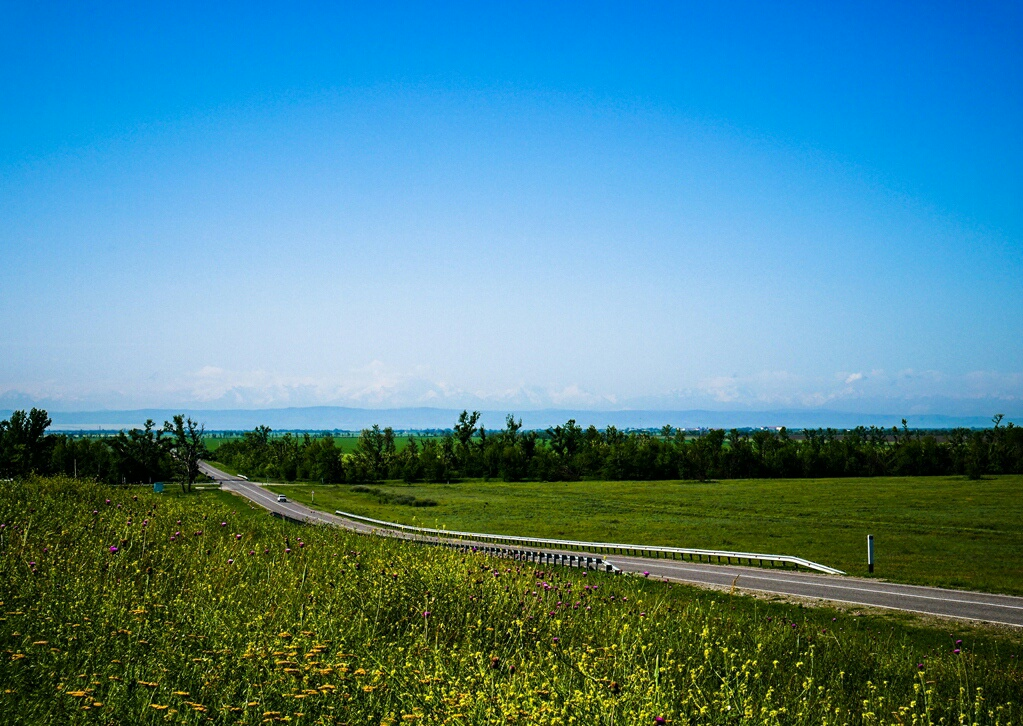

44°02′N 44°28′E / 44.033°N 44.467°E
庫爾斯卡亞區（俄语：Курский район），是俄羅斯的一個區，位於該國西南部，由斯塔夫羅波爾邊疆區負責管轄，面積3,694平方公里，2010年人口54,054，人口密度每平方公里14.63人。